# 議会列車
議会列車（ぎかいれっしゃ、英語: Parliamentary trains）はイギリスにおいて、裕福でない人が安く基本的な鉄道旅行をできるようにする目的で、1844年の法律によって定められた旅客列車である。この法律はイギリスのすべての鉄道路線に適用され、どの路線であっても最低1日1回はこの議会列車を運行することを求めていた。
近年では、路線や駅の廃止を避けるために最低限の列車のみが運行されているような状況を指して、鉄道ファンが議会列車と呼ぶこともある。こうした列車は幽霊列車 (ghost trains) と呼ばれることもある。

## 19世紀における用法

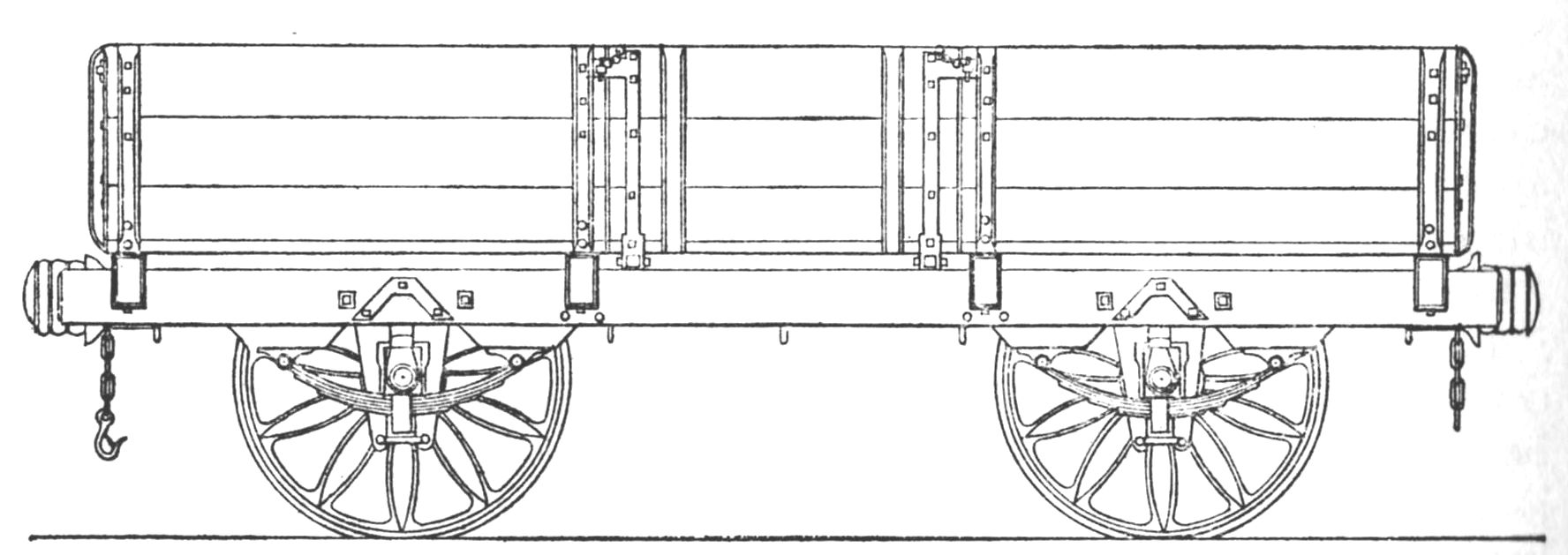
グレート・ウェスタン鉄道の無蓋「客車」

イギリスにおける旅客鉄道の創始期には、貧困層は発展しつつある産業地域に職を探しに出かけることが勧められていたが、経済的な理由で、多くの場合は貨物列車に連結されていた屋根のないもっとも基本的な貨車にしか乗ることができなかった。
政治的な圧力により通商委員会が調査することになり、保守党のロバート・ピール政権のときに1844年鉄道規制法が制定され、1844年11月1日に発効した。この法律では、「停車時間を含めても、1時間あたり12マイル（約19.3キロメートル）の速度を下回らず、すべての駅に停車する列車を1日に最低1往復運転し、その列車には天候をしのぐことができ座席を備えている客車を連結し、その運賃は1マイルあたり1ペニーを超えないこと」を求めていた。

## ビーチングによる廃止の名残
1963年に、当時のイギリス国鉄は「イギリス国鉄の再建」(The Reshaping of British Railways) という報告書を発行し、鉄道事業が生み出す膨大な損失を削減しようとした。当時のイギリス国鉄総裁はリチャード・ビーチングで、この報告書はビーチング報告書として知られるようになった。この報告書では、イギリスの鉄道網と列車運行を大幅に削減することを提案していた。1962年運輸法では、路線や列車運行が廃止されたら旅客に困難が生じるとして廃止に反対論が出ることを見越して、公式な廃止手続きを定めた。反対論に勢いが出てきたため、この手続きを実行することはますます政治的に難しくなり、1970年頃からは廃止はほとんどなくなった。
非常に輸送量が少ないいくつかの路線では、支出を抑えるために列車の運行は最低限に削減されたが、廃止はされなかった。場合によっては列車は1週間に1回だけになり、またある場合は1方向のみ運転された。
こうした最低限の列車運行は、19世紀の議会列車の記憶を呼び起こすもので、鉄道ファンの間では議会列車、あるいはヴィクトリア朝期の時刻表で用いられていた略称に由来してパーリートレイン (parly trains) 、あるいは「幽霊列車」などと呼ばれていた。しかしこうした用語法は公式なものとはならなかった。

## スペラー法
ビーチング報告に基づく廃止が落ち着いた頃、いくらか列車の運行を増やし、駅を再開することが望ましいと認識されるようになった。しかしもし営業を再開して失敗したとすると、公式な手続きを踏まなければ再度廃止することはできず、廃止できなくなる可能性があった。これが望ましい発展を阻害していることが認識されたため、1981年に制定された1962年運輸法改正法では、そうした実験的な営業再開については即時廃止を認めていた。この法案は議会の鉄道派の議員アントニー・スペラーが後援し、一般的にスペラー法と呼ばれている。他の手続きが法律に追加されてはいるものの、この手続き自体はなお有効である。

## 用語法
典型的な議会列車はその駅あるいはその路線を1週間に1回のみ、そして片方向のみ運転される。議会列車は非常に朝早くから夜遅く、あるいは週末の日中に運転される。
こうした列車が運行されるのは、イギリスでは鉄道事業が厳しく規制されていて、法的に駅や路線を廃止する手続きを踏むよりも、こうした形で議会列車を運転し続けていた方がかなり安くつくことがあるからである。

## 大衆文化における議会列車
ヴィクトリア朝期の議会列車の最低限度の快適性と列車の速度の遅さは、ギルバートとサリヴァンによるオペレッタ「ミカド」において愉快な取り上げられ方をしている。犯罪を行った者に対して、ミカドはどういう刑罰を科すかを説明する。

鉄道の客車で窓ガラスに落書きをした馬鹿者には

議会列車の連結器の上に乗って耐えてもらおう